# Тополово (област Пловдив)
 За другото българско село вижте Тополово (област Хасково).  
Тополово е село в Южна България, област Пловдив, община Асеновград.

## География
Село Тополово се намира в планински район на 18 км от Асеновград по пътя за Кърджали. Съседни населени места са: на изток Новаково, на запад Горнослав, на север Долнослав и на североизток Леново. Над Тополово се издигат върховете Сини връх (1537 м.) и Шилнестия камък. На северозапад от селото на Чолак дере има изградени два микроязовира, след което реката става приток на р.Голяма Сушица. В самото село се събират две малки реки – Чинар дере (Яворица) има и изграден язовир – Леново. На изток минава трета река – Чатрачко дере, която става приток на р.Мечка.
Важен фактор за заселването на местността са горите и плодородната равнинна местност.

## История
Старото име на селото е Тахталъ. Южно от Тополово има следи от стара крепост, смятана от някои историци за крепостта Констанция, пазила някога входа на Тополовския проход за вътрешността на Родопите. В описанието на Пловдивската епархия се твърди, че в Тополово е било седалището на Левкийския епископ, основавайки се на превода на „топола“ (на гръцки-левка). По други данни най-старото име на селището е Левка.

## Религии
Християнство и мюсюлмани (сунити)

## Обществени институции
- Кметство, поликлиника, читалище, училище, детска градина, църкви и джамия.

## Икономика
- На територията на селото функционират няколко производствени фирми в т.ч. земеделска кооперация, РПК, шивашки цехове, мандра, дърводелски цех и др. Има много магазини.

## Културни и природни забележителности
- Римски мост, римска крепост, старобългарска крепост.
- Римски път, минаващ през Тополовски проход, свързващ Тополово със селата Загражден и Давидково.
- Православен храм „Свети Димитър“ и храм „Св. св. Кирил и Методий“, една джамия и над 15 параклиса – „Св. Дух“, „Св. Марина“, „Св. Георги“, „Св. Петка“ „Св. Илия“, „Св. Петър и Павел“ и много др.

## Редовни събития
Всяка година лятото около 20 юли на местността Св. Илия става голям събор.

## Спорт
Футболен отбор, волейболен отбор и стадион.

## Население
Населението на селото в контраст с по-голямата част от селата в България е сравнителни стабилно за целия период след преброяването на населението през 1934 година. Все пак се забелязва лека негативна тенденция в последните тридесет години. 
| \| Година на преброяване \| Численост \| \| --------------------- \| --------- \| \| 1934 \| 3099 \| \| 1946 \| 3465 \| \| 1956 \| 2877 \| \| 1965 \| 2699 \| \| 1975 \| 2842 \| \| 1985 \| 3058 \| \| 1992 \| 3052 \| \| 2001 \| 2989 \| \| 2011 \| 2769 \| \| 2021 \| 2453 \| |           |
| Година на преброяване | Численост |
| 1934 | 3099      |
| 1946 | 3465      |
| 1956 | 2877      |
| 1965 | 2699      |
| 1975 | 2842      |
| 1985 | 3058      |
| 1992 | 3052      |
| 2001 | 2989      |
| 2011 | 2769      |
| 2021 | 2453      |

1. ↑  www.grao.bg